# هنري كونت مونتي سانتانجلو
هنري (توفي على الأرجح في 21 ديسمبر 1102) كونت مونتي سانتانجلو، بينما كان بلاطه في فودجا، منذ نوفمبر 1081. كان الابن الثاني لروبرت كونت لوتشيرا من غايتلغريما بنت غايمار الرابع من ساليرنو.